# شون بريسكوت
شون بريسكوت (بالإنجليزية: Shaun Prescott)‏ (7 سبتمبر 1966 بملبورن في أستراليا - ) هو لاعب كريكت أسترالي. لعب مع فريق فكتوريا للكريكت.

## وصلات خارجية
- شون بريسكوت على موقع إي آس بي آن كريك إنفو (الإنجليزية)